# Standardpotenciál
A standardpotenciál a fémek ionjainak egységnyi koncentrációjú oldatában mért potenciálértéke a hidrogénionokéhoz viszonyítva.

## Leírás
Egy elektród redukálódókészségét jellemzi a standard redukciós elektródpotenciál. 
A standard redukciós elektródpotenciál annak a galvánelemnek az elektromotoros ereje, amely egyik elektródja a meghatározandó potenciál, a másik elektródja a standard hidrogénelektród.
Az elektródpotenciál függ:
- az anyagi minőségtől
- az ion aktivitástól
- a hőmérséklettől
- a nyomástól

Standard körülmények között a redukciós potenciál értéke az anyagi minőségetől függ.

## A standardpotenciál mérési körülményei
- A folyamatban részt vevő ionok és fémek aktivitása egységnyi,
- 25°C,
- 0,101 MPa nyomás.